# موزه محمد محمود خلیل

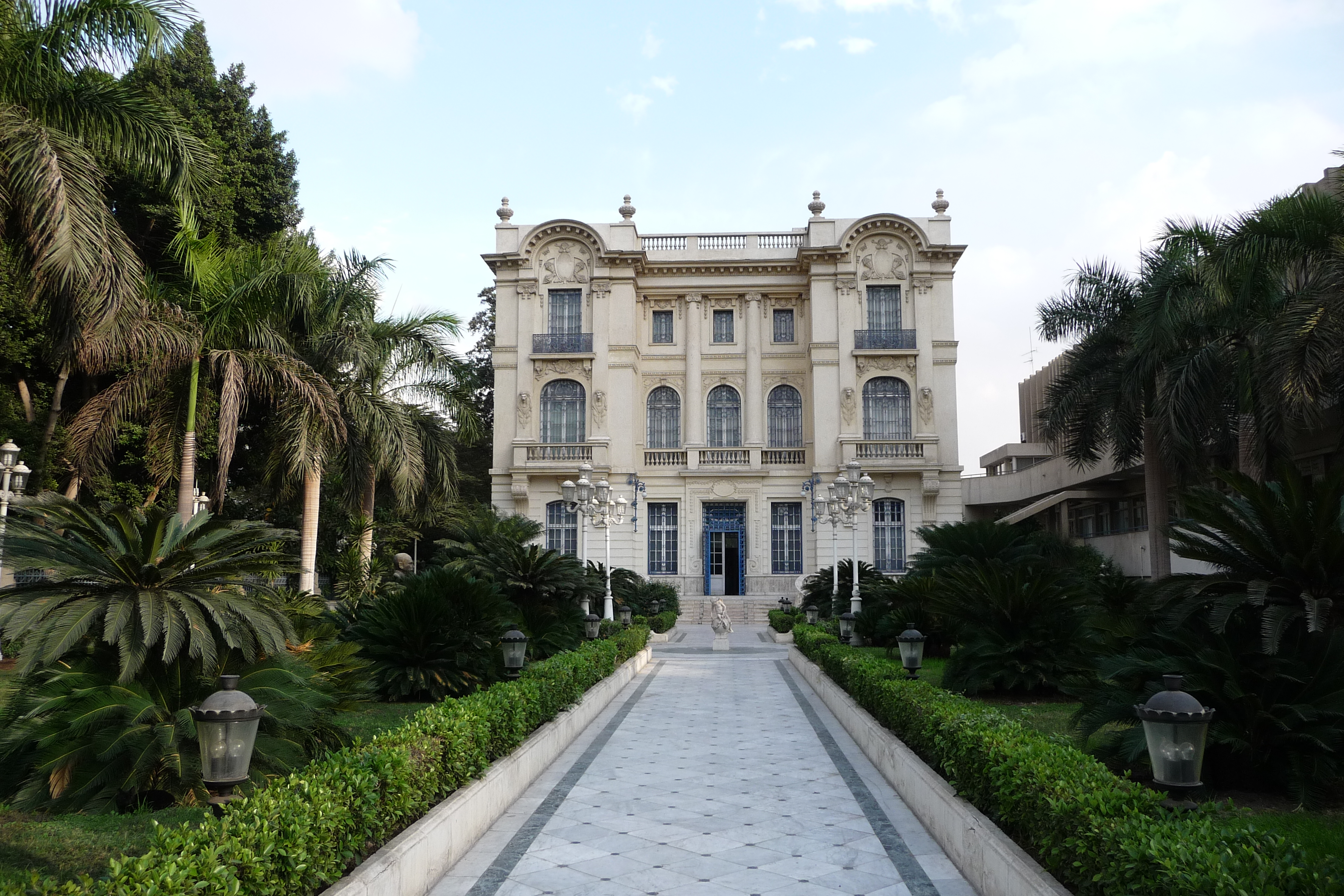
موزهٔ محمد محمود خلیل در کاخی با معماری فرانسوی واقع شده است

موزهٔ محمد محمود خلیل موزه‌ای در شهر جیزه در منطقهٔ شهری قاهره بزرگ در مصر است که در سال ۱۹۶۲ گشایش یافته است.

## گنجینه

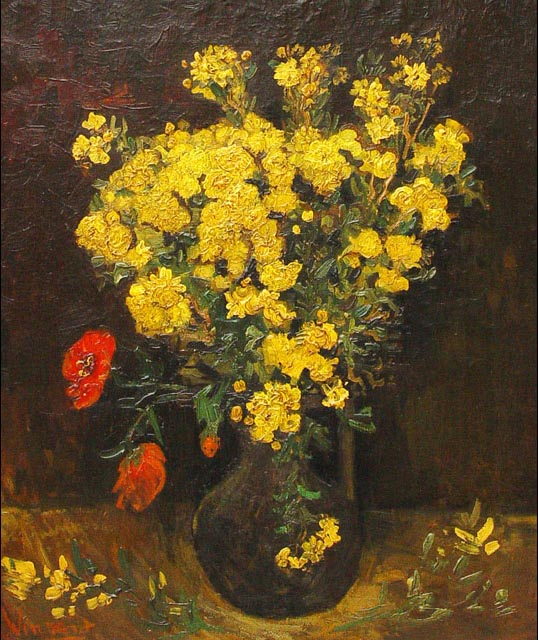
نقاشی گل‌های خشخاش کار ونسان ون‌گوک، ربوده شده به سال ۲۰۱۰

گنجینهٔ موزه شامل نقاشی‌هایی از هنرمندان اروپایی سدهٔ ۱۹ و ۲۰ میلادی شامل پل گوگن، کلود مونه، پیر آگوست رنوآر، ونسان ون‌گوک و ... است که بیشتر آن‌ها توسط محمد محمود خلیل، سیاستمدار هنردوست مصری خریداری و به موزه اهدا شده است.
نقاشی گل‌های خشخاش کار ونسان ون‌گوک از آثار شناخته‌شدهٔ موزهٔ محمود خلیل است که در سال ۲۰۱۰ از آن ربوده شد. این تابلو بیش از ۵۵ میلیون دلار ارزش‌گذاری شده است.